# المعجب في تلخيص أخبار المغرب
المعجب في تلخيص أخبار المغرب. كتاب في التاريخ ألفه عبد الواحد المراكشي، استجابةً لطلب أحد الأعيان، الذي سأله أن يُملي أوراقًا تشتمل على بعضٍ من تاريخ بلاد المغرب الكبير،  وبلاد الأندلس، فضمن الكتاب أخبارها وأحوالها السياسية والفكرية، ليشكل بذلك مصدرًا هامًا في تاريخ الغرب الإسلامي خلال القرون الوسطى.

## نبذة عن مضمون الكتاب
تناول عبد الواحد المراكشي في كتابه مختلف الجوانب المتعلقة ببلاد المغرب والأندلس، مع إيلاء اهتمام خاص بتاريخ الأندلس، بدءًا من أحداث فتحها، وسير ملوكها، وأعلامها من الفضلاء والعلماء، وصولًا إلى نهاية حكم الأمويين. ثم توسع المؤلف في رصد الحالة السياسية لهذه البلاد خلال الحقبة التي يؤرخ لها، حيث تناول بالعرض والتحليل أوضاع الولاة والخلفاء، وملوك الطوائف وصراعاتهم، مستعرضًا كيف استغل الإسبان والفرنجة هذا التناحر الداخلي إلى حدود سنة 621هـ/1225م.
كما رصد من تعاقب على حكمها من المرابطين، والموحدين، وقدم وصفًا شاملًا للحياة الأدبية والفكرية، فضلًا عن الطبيعة الجغرافية للمنطقة، ومدنها وأنهارها، وأنواع المعادن المتوفرة فيها، بالإضافة إلى طبائع سكانها وأوصافهم.
ومع هذا التعدد في الموضوعات فإن المحور الرئيسي للكتاب يظل متمثلًا في التأريخ لبلاد المغرب والأندلس.

## منهج المؤلف في كتابه
افتتح المؤلف الكتاب بمقدمة صرّح فيها بدوافع التأليف، وموضوع الكتاب، واعتذر عن قصر باعه فيما طُلب منه تصنيفه.
ويتوزع الكتاب على عدة فصول تفاوتت في أحجامها، إذ لا يتجاوز بعضها الصفحتين، بينما يتسع بعضها الآخر ليزيد عن خمسين صفحة. ويتميّز القسم الثاني من الكتاب بدقة واضحة في عرض الأخبار والوقائع، إذ اعتمد فيه المراكشي على مصادر موثوقة، كالنقل عن شهود عيان، أو من خلال مشاهداته المباشرة، نظرًا لعامل المعاصرة، ومكانته الاجتماعية التي مكنته من الاطلاع عن قرب على أخبار الخلفاء والأمراء، وكذلك على أخبار رجال الفكر والأدب في المغرب والأندلس.
وقد صرح المؤلف بتوثيقه لما ورد في كتابه، فقال: «ولم أثبت في هذه الأوراق المحتوية على دولة المصامدة وغيرها إلا ما حققته نقلاً من كتاب، أو سماعًا من ثقة عدل، أو مشاهدة بنفسي، هذا بعد أن تحريت الصدق وتوخيت الإنصاف في ذلك كله». ومن أبرز مصادره كتاب جذوة المقتبس في ذكر ولاة الأندلس لابن أبي نصر الحميدي، إلى جانب ما حفظه من أخبار وأشعار، وما شاهده بنفسه من أحداث.
هذا ويكثر الكاتب في أسلوبه من الإحالة الداخلية بعبارات مثل: "كما تقدم"، أو "فلان المتقدم الذكر"، نظرًا لاعتماده على عرض مجمل للخبر في موضع، ثم تفصيله في موضع آخر.
ورغم ميله إلى التلخيص، فإن الاستطراد كان حاضرًا في مواضع عديدة، كاستطراده أثناء الحديث عن ابن حزم، حيث أورد ترجمته وبعض أشعاره، مبررًا ذلك بشهرته ومكانته العلمية. كما عبر في مواضع متعددة عن تقديره لسابقيه من المؤرخين، مع تأكيده على جهده الخاص في التصحيح والإضافة، كما تميز الكاتب بحرصه بعد الحديث عن كبار الملوك أو الأمراء على ذكر وزرائهم، وحجابهم، وكتابهم، وقضاتهم، وأبنائهم، وشعرائهم، خاصة عند ترجمة كبار الحكام مثل عبد المؤمن بن علي وأبو يعقوب  يوسف بن عبد المؤمنوتميز أيضًا بإيراد عدد كبير من القصائد الشعرية، تجاوزت أحيانًا الخمسين بيتًا، وعلّل المؤلف ذلك بنفاسة القصائد وجودة معانيها. وقد اعتذر أحيانًا عن عدم ذكر بعض القصائد كاملة بسبب ضعف الذاكرة.

## الطبعات
حقق كتاب "المعجب في تلخيص أخبار المغرب" من طرف محمد سعيد العريان ونشره المجلس الأعلى للشؤون الإسلامية في الجمهورية العربية المتحدة عام 1968. كما توجد نسخة أخرى حققها المستشرق دوزي، التي طُبعت في ليدن عام 1881، إلى جانب النسخ التي شرحها واعتنى بها صالح الدين الهكار، والتي صدرت عن المكتب العصري في بيروت عام 1978 وقد قام الدكتور صلاح الدين الهواري بتحقيق الكتاب وإخراجه في شكل يسهل على الباحثين والمهتمين بالتاريخ المغربي الوصول إليه والاستفادة منه صدرت عن المكتبة العصرية، صيدا-بيروت سنة 2006. هذه الإصدارات تمثل مصادر قيمة لدراسة تاريخ المغرب، مع اختلاف جهود التحقيق والتوثيق فيها.